# Lerroville
Lerroville é um dos oito distritos administrativos de Londrina, no Paraná. De acordo com o Instituto Brasileiro de Geografia e Estatística (IBGE), sua população no ano de 2010 era de 3 775 habitantes.